# ماريوس نيكولاي
ماريوس نيكولاي (بالرومانية: Marius Niculae) (و. 1981  م) هو لاعب كرة قدم روماني، ولد في بوخارست، شارك في بطولة أمم أوروبا 2008، بدأ مشواره المهني سنة 1996، مركز لعبه هو مهاجم.

## مسيرته الكروية
لعب ماريوس نيكولاي خلال مسيرته الاحترافية مع 9 أندية في واحد وعشرون موسمًا وسجل خلالها 131 هدف ضمن 380 مباراة. حيث فاز في أربعة مواسم بالكأس وفي موسمين بالدوري.
خاض ماريوس نيكولاي مسيرته مع نادي دينامو بوخارست في موسم 1996–97 في المرة الأولى ولمدة موسمين ثم في موسم 2008–09 ليلعب معه خمسة مواسم ثم في موسم 2011–12 ولمدة موسمين ثم في موسم 2014–15 لمدة موسم واحد، مشاركًا طوالها في 202 مباراة سجل خلالها 85 هدفًا. ثم انتقل إلى نادي سبورتينغ لشبونة في موسم 2001–02 ليلعب معه أربعة مواسم، حيث شارك في 59 مباراة سجل خلالها 14 هدفًا. لينتقل بعدها إلى نادي ستاندارد لييج في موسم 2005–06 لمدة موسم واحد، مشاركًا في 26 مباراة سجل خلالها 4 أهداف. ثم انتقل إلى نادي ماينتس 05 في موسم 2006–07 لمدة موسم واحد، مشاركًا في 6 مباريات ولم يسجل أي هدف. هذا وانتقل لاحقًا إلى منتخب اسكتلندا الثانوي لكرة القدم ‏ في موسم 2007–08 لمدة موسم واحد، مشاركًا في 35 مباراة سجل خلالها 8 أهداف. ثم انتقل بعدها إلى نادي كافالا في موسم 2010–11 لمدة موسم واحد، مشاركًا في 12 مباراة سجل خلالها 4 أهداف. ليعود وينتقل من جديد، لكن هذه المرة إلى نادي فاسلوي في موسم 2012–13 لمدة موسم واحد، مشاركًا في 19 مباراة سجل خلالها 11 هدفًا. لينتقل بعدها إلى نادي شاندونغ لونينغ ما بين عامي 2013 و2014 لمدة موسم واحد، مشاركًا في 8 مباريات سجل خلالها هدفين. ثم لعب في هوفيرلا أوجهورود ‏ في موسم 2013–14 لمدة موسم واحد، مشاركًا في 13 مباراة سجل خلالها 3 أهداف.

## وصلات خارجية
- ماريوس نيكولاي على موقع الاتحاد الأوربي (الإنجليزية)
- ماريوس نيكولاي على موقع اتحاد أوكرانيا (الإنجليزية)
- ماريوس نيكولاي على موقع قاعدة بيانات كرة القدم.إي يو (الإنجليزية)
- ماريوس نيكولاي على موقع بيانات كرة القدم. دي إي (الألمانية)
- ماريوس نيكولاي على موقع ناشيونال فوتبول تيمز (الإنجليزية)
- ماريوس نيكولاي على موقع Soccerbase.com (لاعب) (الإنجليزية)
- ماريوس نيكولاي على موقع Soccerway.com (الإنجليزية)
- ماريوس نيكولاي على موقع عالم كرة القدم.نت (الإنجليزية)
- الموقع الرسمي للاعب نسخة محفوظة 12 سبتمبر 2007 على موقع واي باك مشين.
- معلومات عن اللاعب